# Colutea atabaevii
Colutea atabaevii är en ärtväxtart som beskrevs av Boris Fedtjenko. Colutea atabaevii ingår i släktet blåsärter, och familjen ärtväxter. Inga underarter finns listade i Catalogue of Life.